# Observatoire de neutrinos de Sudbury
L'Observatoire de neutrinos de Sudbury (ONS ou SNO pour Sudbury Neutrino Observatory) est un détecteur de neutrinos solaires construit sous deux kilomètres de roche dans une mine de nickel active située à 25 kilomètres du centre-ville de Grand Sudbury, en Ontario, au Canada. C'est un détecteur Tcherenkov à eau lourde, c'est-à-dire qu'il est sensible à la lumière de l'effet Tcherenkov émise par les électrons accélérés lors de réactions avec les neutrinos.
Les réactions principales ayant lieu dans le détecteur sont : la diffusion élastique sur les électrons atomiques, la dissociation des noyaux de deutérium (dite de courant neutre), et la transformation d'un neutron en proton liée à l'émission d'un électron (dite de courant chargé).
Le détecteur est composé d'une sphère d'acrylique contenant 1 000 tonnes d'eau lourde entourée de 1 700 tonnes d'eau légère, plus 5 300 autres tonnes d'eau légère utilisée comme blindage contre la radioactivité ambiante. La sphère est entourée de près de 10 000 détecteurs de lumière (photo-multiplicateurs).
Une fois sa construction achevée, la période d'opération du détecteur a débuté en 1999.  En 2001, la deuxième phase a commencé avec l'ajout de sel dans l'eau lourde, puis en 2004, quarante détecteurs constitués de tubes contenant de l'hélium 3 ont été installés dans l'eau lourde.  Ces deux modifications ont été faites pour améliorer la sensibilité de SNO aux réactions de courant neutre.  SNO a continué de prendre des données jusqu'en 2006.
Les résultats de l'expérience SNO ont démontré le phénomène d'oscillation du neutrino solaire. Durant sa période d'opération, SNO aurait aussi été capable de détecter une supernova dans notre Galaxie.

## SNOLAB
SNOLAB est une extension des installations existantes construites pour l'Observatoire de neutrinos de Sudbury.
Situé à une profondeur de 2 km sous la surface, SNOLAB a brièvement été le laboratoire souterrain le plus profond du monde depuis la fermeture du centre Kolar Gold Fields (en) en 1992. Il restera le laboratoire le plus profond du monde jusqu'à la création du laboratoire souterrain chinois à Jinping (en) en 2010.
Les expériences d'origine du Sudbury Neutrino Observatory (SNO) sont aujourd'hui terminées, mais les opérations ont été prolongées sur les installations permanentes, dont l'expérience SNO+ (en).

### Histoire
À l'origine, une grande cavité profonde a été construite pour l'expérience SNO, mais d'autres groupes expérimentaux ont été intéressés par l'emplacement très profond. En 2002, le financement a été approuvé par la Fondation canadienne pour l'innovation afin d'agrandir les installations du SNO pour en faire un laboratoire à des fins générales et plus de financement a été reçu en 2007 et en 2008.
La construction de SNOLAB a été achevée en 2009.

### Particularité
Bien qu'accessible via une mine commerciale contaminée, la propreté est maintenue en tant que classe-2000 salle blanche, donc avec un très faible niveau de poussière et de bruit de fond. Les 2 070 mètres de roche stériles équivalant 6 010 mètres d'équivalent en eau de blindage contre les rayons cosmiques offrent un environnement de faible bruit de fond pour des expériences nécessitant des sensibilités élevées et un très faible taux de comptage.

### Hommage
L'astéroïde (14724) SNO a été nommé en son hommage.